# Eric Meignan
Eric Meignan é um engenheiro que atualmente ocupa o cargo de diretor técnico da divisão de unidades de potência da equipe de Fórmula 1 da Alpine.

## Carreira
Em maio de 2015, Meignan foi contratado como engenheiro-chefe da Mercedes AMG High Performance Powertrains, divisão de motores da Mercedes localizada em Brixworth, cargo este que ele exerceu  até março de 2017, quando foi promovido a chefe de departamento da divisão, onde permaneceu até julho de 2019. Em fevereiro de 2020, Meignan se tornou chefe de departamento da Ferrari, ficando responsável pela divisão de motores da equipe de Fórmula 1. Ele trabalhou em Maranello até outubro de 2023.
No final de outubro de 2023, Meignan se juntou à equipe da Alpine como diretor técnico de motores, substituiu Bruno Famin, que, após uma reestruturação realizada em julho daquele ano, passou a gerenciar todas as atividades esportivas da equipe como vice-presidente da Alpine Motorsport. Meignan assumiu a responsabilidade pela gestão diária do departamento de unidades de potência da Alpine e reporta diretamente a Famin.